# 牛仔競技

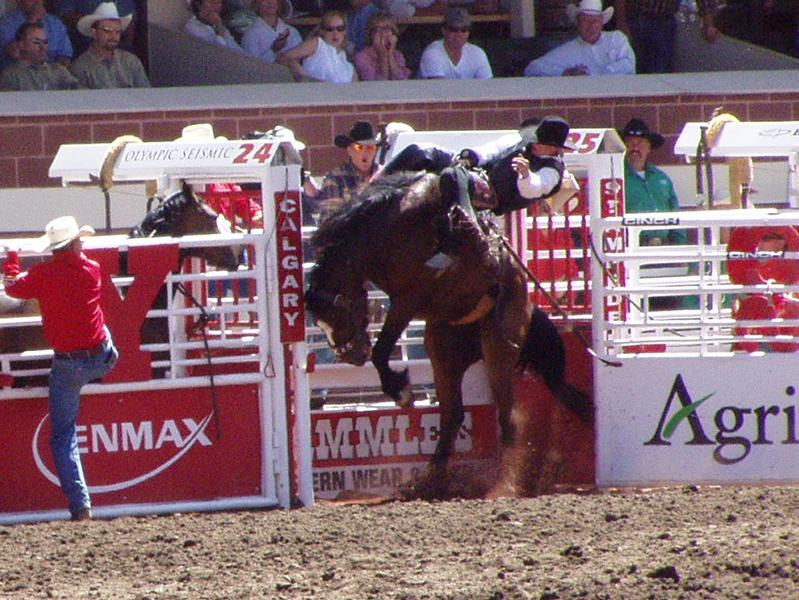
2002年在卡尔加里牛仔节上的牛仔競技

牛仔競技（英語：Rodeo) 是一種由放牧演變而來的競技運動，起源於西班牙、墨西哥，並後傳至中美洲、美國、加拿大、南美洲、澳大利亞和紐西蘭。牛仔競技表演基於今美國西部、加拿大西部和墨西哥北部一帶的地方的法克羅和牛仔所需要的技能。在現代，它是包括馬和其他家畜的體育運動，測試牛仔的技術和速度。